# Grenadierfische
Die Grenadierfische (Macrouridae (Gr.: „makros“ heißt groß und „oura“ heißt Schwanz)), auch Rattenschwänze genannt, sind Fische aus der Ordnung der Dorschartigen (Gadiformes). Sie leben, mit Ausnahme der Hocharktis, in allen Weltmeeren in Tiefen von 200 bis 6500 Metern, meist pelagisch, aber nah über dem Bodengrund.

## Merkmale

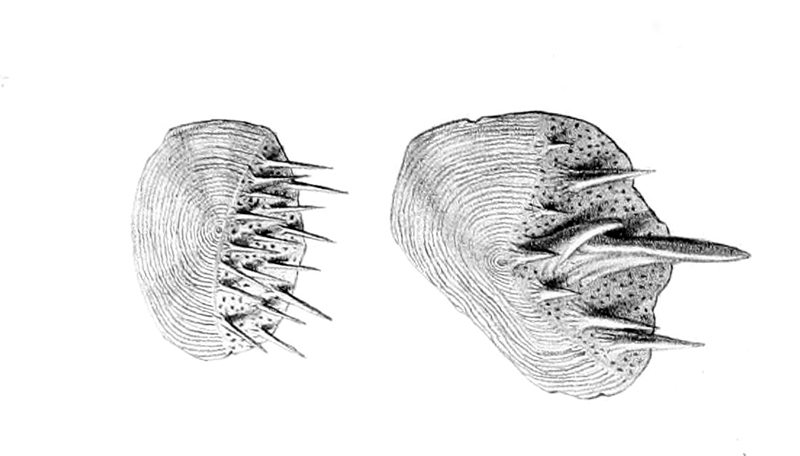
Schuppen von Cetonurus crassiceps

Grenadierfische besitzen einen langgestreckten Körper mit einem spitz zulaufenden Schwanz, der ohne Schwanzflosse ist. Die meisten Arten werden um die 80 Zentimeter lang. Hymenocephalus papyraceus, der kleinste Grenadierfisch, wird zehn Zentimeter lang, während der größte Vertreter, der Riesen-Grenadier (Albatrossia pectoralis) eine Länge von 1,5 Meter erreichen kann. Der Kopf ist groß, das Maul kann breit und endständig oder klein und unterständig sein. Die Kiefer sind protraktil (vorstülpbar). Auch Anzahl und Form der Zähne kann sehr unterschiedlich sein. Einige Grenadierfische besitzen wenige Fangzähne, andere zahlreiche winzige Zähne, die in Reihen angeordnet sind. Die Kinnbartel kann lang oder kurz sein und auch fehlen. Die Anzahl der Branchiostegalstrahlen liegt bei sechs oder sieben, selten bei acht. Die Größe der Kiemenspalte wird durch Hautfalten oben und unten begrenzt. Die Anzahl der Kiemenreusenstrahlen auf dem unteren Ast des ersten Kiemenbogens liegt bei weniger als 22. Alle besitzen zwei Rückenflossen, eine kurze erste und eine lange zweite, die von der ersten durch eine Lücke getrennt ist, die länger als die Hälfte der Basis der ersten Rückenflosse ist. Die erste Rückenflosse wird von zwei stacheligen Flossenstrahlen und 7 bis 12 segmentierten Weichstrahlen gestützt. Die Flossenstrahlen der zweiten Rückenflosse sind für gewöhnlich sehr kurz, kürzer als die gegenüberliegenden Flossenstrahlen der Afterflosse. Die Anzahl der Rumpfwirbel liegt bei 10 bis 15. Die meisten Arten haben stachelige Schuppen. Die Schwimmblase ist bei den meisten Arten gut entwickelt und verfügt über zwei bis elf Rete mirabile. Bei den meisten Arten sind spezielle Muskeln vorhanden, die durch Vibrationen auf der Schwimmblase Töne erzeugen können. Der Anus liegt unmittelbar vor der Afterflosse oder zwischen Afterflosse und Bauchflossen. Die meisten Gattungen besitzen ventrale (bauchseitige) Leuchtorgane. Die Leuchtorgane sind bei der Gattung Coelorinchus am höchsten entwickelt und auch bei Hymenocephalus und Malacocephalus noch sehr komplex.

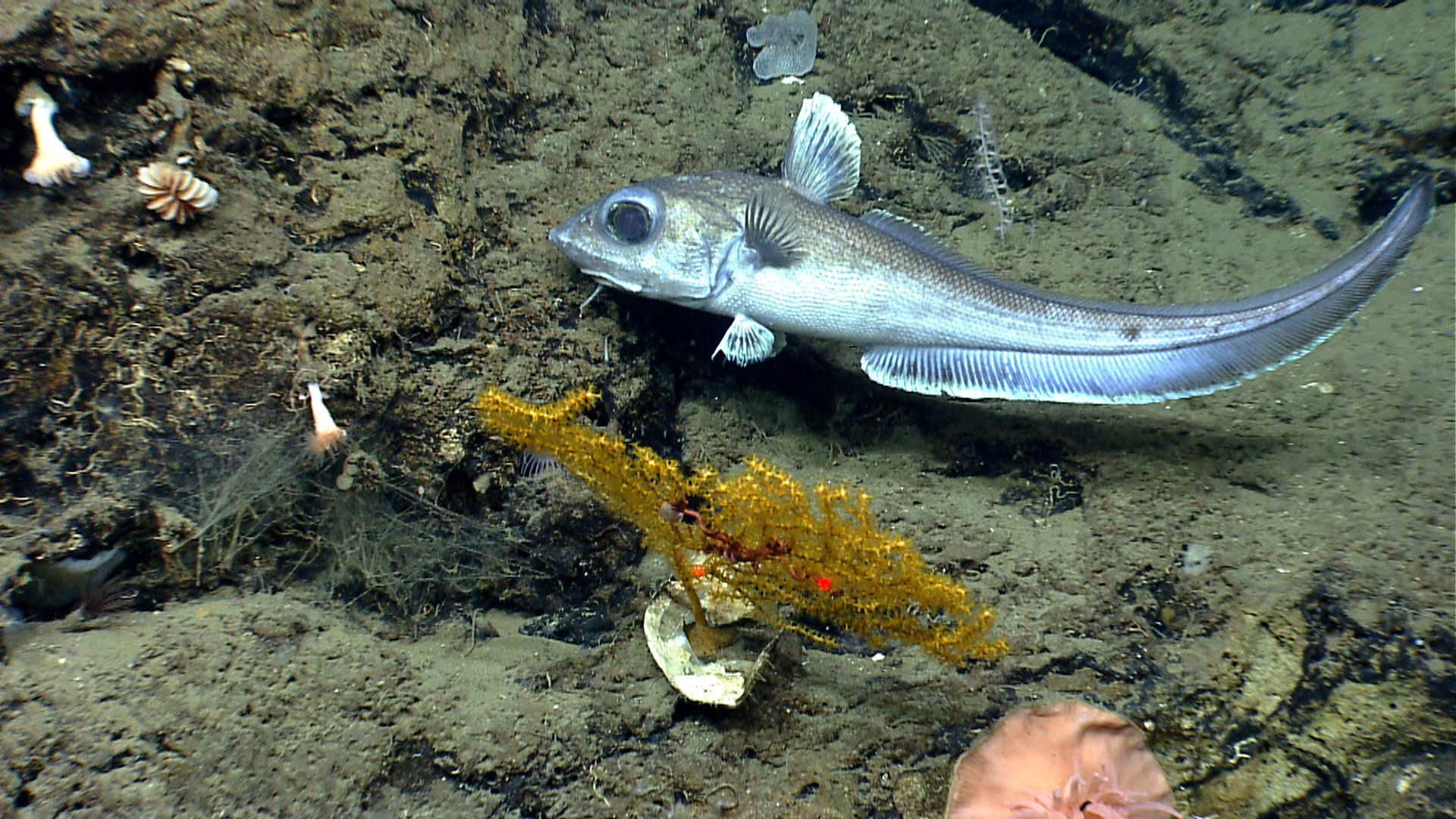
Grenadierfisch über dem Meeresboden

## Ökologie

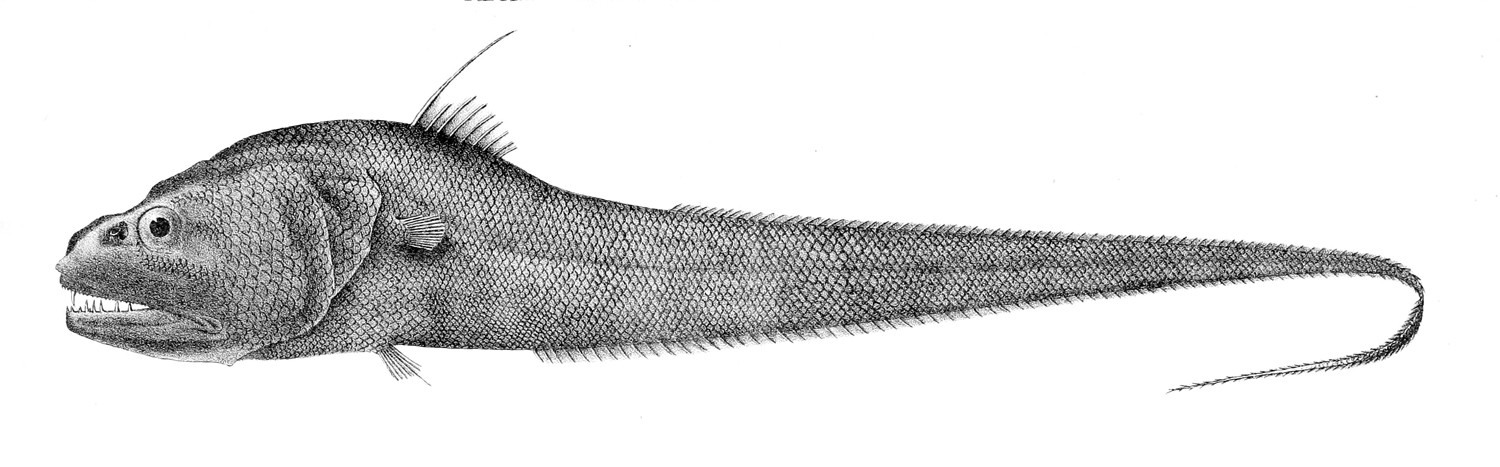
Cynomacrurus piriei

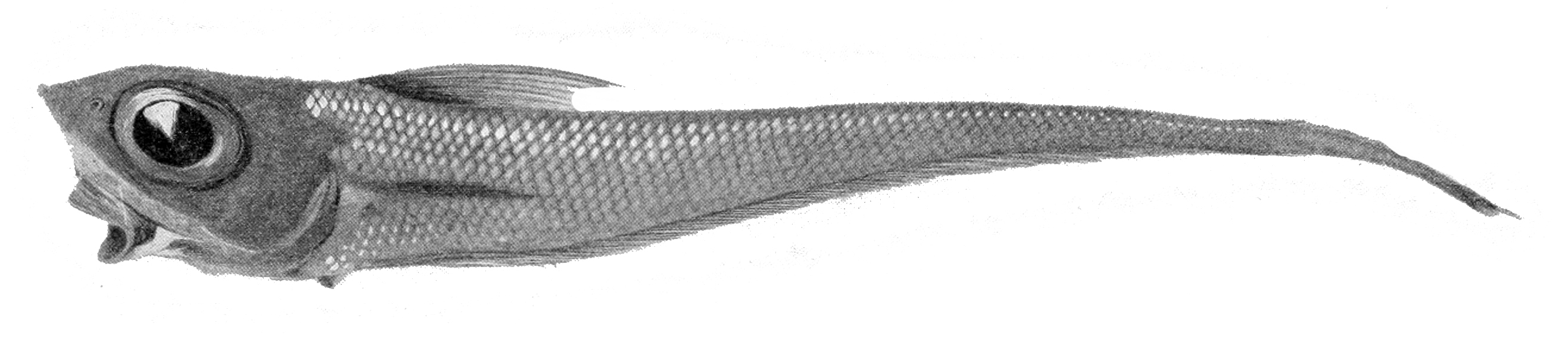
Coelorinchus fasciatus

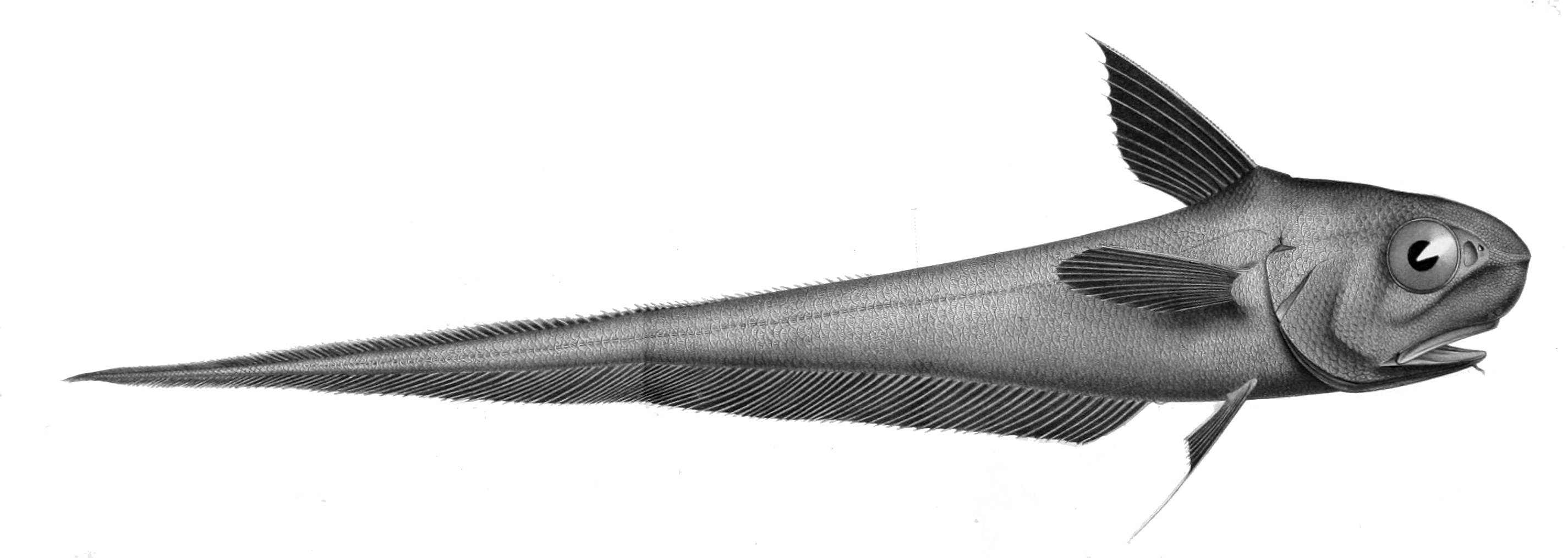
Rundnasen-Grenadier (Coryphaenoides rupestris)

Grenadierfische kommen mit Ausnahme der Hocharktis weltweit in allen Meeren vor. Meist leben sie über dem Schelf der Kontinente oder über den Kontinentalhängen, einige Arten kommen auch in Tiefseegräben bis in Tiefen von 6500 Metern vor. Ihre bevorzugten Wassertemperaturen bewegen sich im Bereich von 0 bis 10 °C. Entsprechend ihrer verschiedenen Schnauzen-, Maul- und Zahnformen nutzen Grenadierfische verschiedene Nahrungsquellen. Die bathypelagischen Arten Cynomacrurus piriei und Odontomacrurus murrayi haben z. B. endständige, mit großen Fangzähnen besetzte Mäuler, während Coelorinchus und Mataeocephalus-Arten kleine, unterständige Mäuler besitzen, die vorstülpbar (protaktil) sind und mit kleinen, scharfen Zähnen besetzt sind, die reihenförmig oder plattenartig abgeordnet sind. Zum Nahrungsspektrum der Grenadierfische gehören Vielborster, Spritzwürmer, Muscheln, Schnecken, Schlangensterne, Seegurken, Einsiedlerkrebse, Krabben und andere bodenbewohnende Wirbellose, aber auch pelagische Beute wie Ruderfußkrebse, Flohkrebse, Staatsquallen, kleine Kopffüßer, freischwimmende Krebstiere und Fische. Vertikalwanderungen sind für den Rundnasen-Grenadier (Coryphaenoides rupestris) nachgewiesen und sind auch bei anderen größeren Grenadierfischarten wie Coryphaenoides acrolepis und Coryphaenoides filifer wahrscheinlich üblich. Über die Fortpflanzung der Grenadierfische ist so gut wie nichts bekannt. Es wird angenommen, dass ihre pelagischen Eier nah über dem Meeresboden schweben. Da trotz der Häufigkeit der ausgewachsenen Fische nur wenige Larvenstadien gefangen wurden, wird angenommen, dass sich die Larven sehr schnell entwickeln.

## Systematik

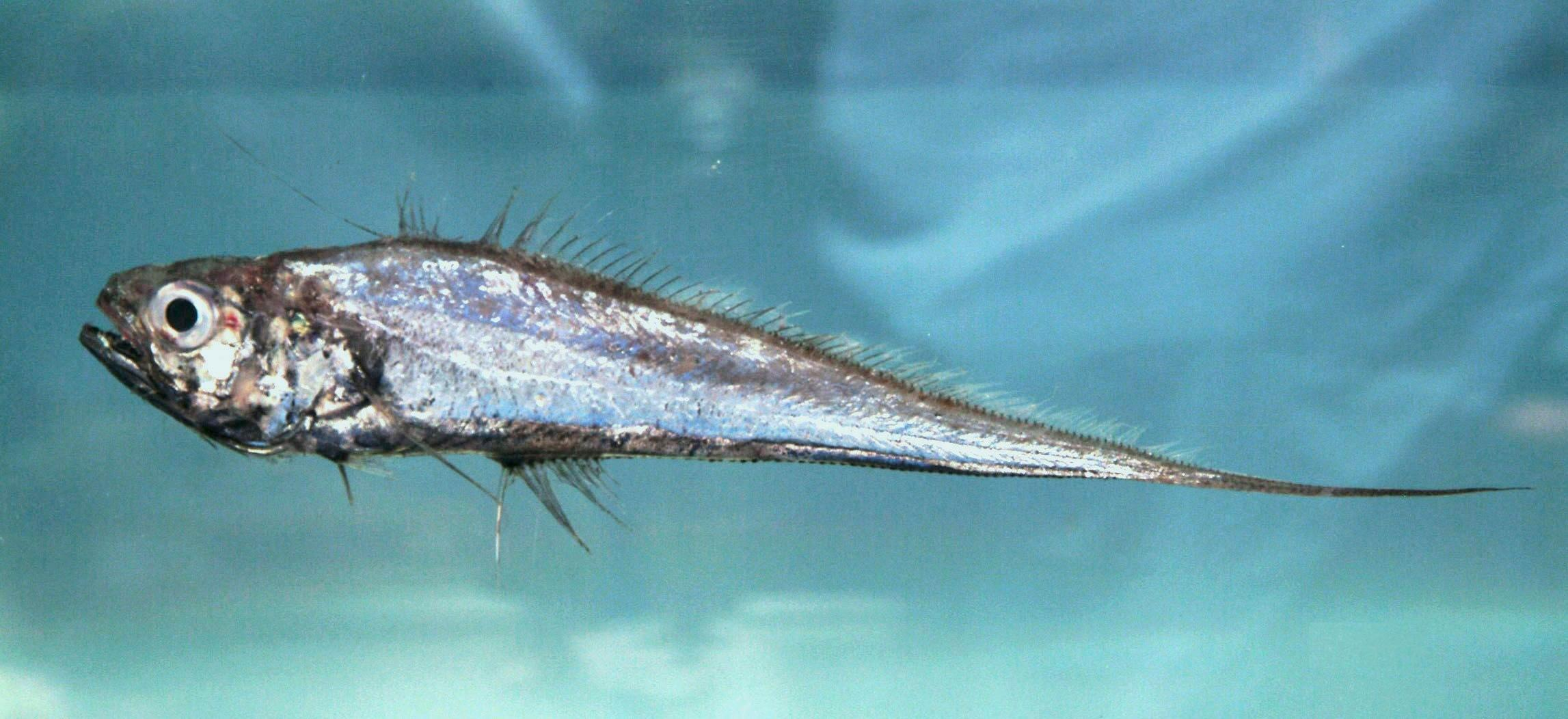
Der in der Karibik vorkommende Leuchtseehecht (Steindachneria argentea) ist der nächste Verwandte der Grenadierfische

Die wissenschaftliche Bezeichnung Macrouridae für die Grenadierfische wurde 1831 durch den italienischen Zoologen Charles Lucien Jules Laurent Bonaparte geprägt. Im Jahr 1916 veröffentlichten die US-amerikanischen Ichthyologen Charles Henry Gilbert und Carl Leavitt Hubbs eine Synonymbeschreibung der Familie unter der Bezeichnung Coryphaenoididae. Die Grenadierfische wurden lange Zeit in vier Unterfamilien unterteilt, umfassen heute aber nur noch die Gattungen und Arten der ehemaligen Unterfamilie Macrourinae, während die Bathygadinae zu einer eigenständigen Familie wurden, während die Unterfamilien Macrouroidinae und Trachyrincinae in eine neu eingeführte Familie Trachyrincidae gestellt wurden. Im Unterschied zu den Grenadierfischen besitzen die Arten der Bathygadidae und Trachyrincidae keine Leuchtorgane.
Das folgende Kladogramm nach Adela Roa-Varón et al. (2020) zeigt die systematische Stellung der Grenadierfische und ihrer ehemaligen Unterfamilien in der Unterordnung Macrouroidei:
|  | Macrouroidinae |
|  |                |
|  | Trachyrincinae |
|  |                |

|  | Euclichthyidae                                                                                 |
|  |                                                                                                |
|  | \| \| Aaldorsche (Muraenolepididae) \| \| \| \| \| \| Hochseedorsche (Melanonidae) \| \| \| \| |
|  |                                                                                                |
|  | Aaldorsche (Muraenolepididae)                                                                  |
|  |                                                                                                |
|  | Hochseedorsche (Melanonidae)                                                                   |
|  |                                                                                                |

|  | Aaldorsche (Muraenolepididae) |
|  |                               |
|  | Hochseedorsche (Melanonidae)  |
|  |                               |

|  | Macrouroidinae |
|  |                |
|  | Trachyrincinae |
|  |                |

|  | Euclichthyidae                                                                                 |
|  |                                                                                                |
|  | \| \| Aaldorsche (Muraenolepididae) \| \| \| \| \| \| Hochseedorsche (Melanonidae) \| \| \| \| |
|  |                                                                                                |
|  | Aaldorsche (Muraenolepididae)                                                                  |
|  |                                                                                                |
|  | Hochseedorsche (Melanonidae)                                                                   |
|  |                                                                                                |

|  | Aaldorsche (Muraenolepididae) |
|  |                               |
|  | Hochseedorsche (Melanonidae)  |
|  |                               |

|  | Bathygadidae                                                                    |
|  |                                                                                 |
|  | \| \| Lyconidae \| \| \| \| \| \| Südliche Seehechte (Macruronidae) \| \| \| \| |
|  |                                                                                 |
|  | Lyconidae                                                                       |
|  |                                                                                 |
|  | Südliche Seehechte (Macruronidae)                                               |
|  |                                                                                 |

|  | Lyconidae                         |
|  |                                   |
|  | Südliche Seehechte (Macruronidae) |
|  |                                   |

|  | Leuchtseehechte (Steindachneriidae) |
|  |                                     |
|  | Grenadierfische (Macrouridae)       |
|  |                                     |

|  | Bathygadidae                                                                    |
|  |                                                                                 |
|  | \| \| Lyconidae \| \| \| \| \| \| Südliche Seehechte (Macruronidae) \| \| \| \| |
|  |                                                                                 |
|  | Lyconidae                                                                       |
|  |                                                                                 |
|  | Südliche Seehechte (Macruronidae)                                               |
|  |                                                                                 |

|  | Lyconidae                         |
|  |                                   |
|  | Südliche Seehechte (Macruronidae) |
|  |                                   |

|  | Leuchtseehechte (Steindachneriidae) |
|  |                                     |
|  | Grenadierfische (Macrouridae)       |
|  |                                     |

|  | Bathygadidae                                                                    |
|  |                                                                                 |
|  | \| \| Lyconidae \| \| \| \| \| \| Südliche Seehechte (Macruronidae) \| \| \| \| |
|  |                                                                                 |
|  | Lyconidae                                                                       |
|  |                                                                                 |
|  | Südliche Seehechte (Macruronidae)                                               |
|  |                                                                                 |

|  | Lyconidae                         |
|  |                                   |
|  | Südliche Seehechte (Macruronidae) |
|  |                                   |

|  | Leuchtseehechte (Steindachneriidae) |
|  |                                     |
|  | Grenadierfische (Macrouridae)       |
|  |                                     |

|  | Bathygadidae                                                                    |
|  |                                                                                 |
|  | \| \| Lyconidae \| \| \| \| \| \| Südliche Seehechte (Macruronidae) \| \| \| \| |
|  |                                                                                 |
|  | Lyconidae                                                                       |
|  |                                                                                 |
|  | Südliche Seehechte (Macruronidae)                                               |
|  |                                                                                 |

|  | Lyconidae                         |
|  |                                   |
|  | Südliche Seehechte (Macruronidae) |
|  |                                   |

|  | Leuchtseehechte (Steindachneriidae) |
|  |                                     |
|  | Grenadierfische (Macrouridae)       |
|  |                                     |

|  | Macrouroidinae |
|  |                |
|  | Trachyrincinae |
|  |                |

|  | Euclichthyidae                                                                                 |
|  |                                                                                                |
|  | \| \| Aaldorsche (Muraenolepididae) \| \| \| \| \| \| Hochseedorsche (Melanonidae) \| \| \| \| |
|  |                                                                                                |
|  | Aaldorsche (Muraenolepididae)                                                                  |
|  |                                                                                                |
|  | Hochseedorsche (Melanonidae)                                                                   |
|  |                                                                                                |

|  | Aaldorsche (Muraenolepididae) |
|  |                               |
|  | Hochseedorsche (Melanonidae)  |
|  |                               |

|  | Macrouroidinae |
|  |                |
|  | Trachyrincinae |
|  |                |

|  | Euclichthyidae                                                                                 |
|  |                                                                                                |
|  | \| \| Aaldorsche (Muraenolepididae) \| \| \| \| \| \| Hochseedorsche (Melanonidae) \| \| \| \| |
|  |                                                                                                |
|  | Aaldorsche (Muraenolepididae)                                                                  |
|  |                                                                                                |
|  | Hochseedorsche (Melanonidae)                                                                   |
|  |                                                                                                |

|  | Aaldorsche (Muraenolepididae) |
|  |                               |
|  | Hochseedorsche (Melanonidae)  |
|  |                               |

|  | Bathygadidae                                                                    |
|  |                                                                                 |
|  | \| \| Lyconidae \| \| \| \| \| \| Südliche Seehechte (Macruronidae) \| \| \| \| |
|  |                                                                                 |
|  | Lyconidae                                                                       |
|  |                                                                                 |
|  | Südliche Seehechte (Macruronidae)                                               |
|  |                                                                                 |

|  | Lyconidae                         |
|  |                                   |
|  | Südliche Seehechte (Macruronidae) |
|  |                                   |

|  | Leuchtseehechte (Steindachneriidae) |
|  |                                     |
|  | Grenadierfische (Macrouridae)       |
|  |                                     |

|  | Bathygadidae                                                                    |
|  |                                                                                 |
|  | \| \| Lyconidae \| \| \| \| \| \| Südliche Seehechte (Macruronidae) \| \| \| \| |
|  |                                                                                 |
|  | Lyconidae                                                                       |
|  |                                                                                 |
|  | Südliche Seehechte (Macruronidae)                                               |
|  |                                                                                 |

|  | Lyconidae                         |
|  |                                   |
|  | Südliche Seehechte (Macruronidae) |
|  |                                   |

|  | Leuchtseehechte (Steindachneriidae) |
|  |                                     |
|  | Grenadierfische (Macrouridae)       |
|  |                                     |

|  | Bathygadidae                                                                    |
|  |                                                                                 |
|  | \| \| Lyconidae \| \| \| \| \| \| Südliche Seehechte (Macruronidae) \| \| \| \| |
|  |                                                                                 |
|  | Lyconidae                                                                       |
|  |                                                                                 |
|  | Südliche Seehechte (Macruronidae)                                               |
|  |                                                                                 |

|  | Lyconidae                         |
|  |                                   |
|  | Südliche Seehechte (Macruronidae) |
|  |                                   |

|  | Leuchtseehechte (Steindachneriidae) |
|  |                                     |
|  | Grenadierfische (Macrouridae)       |
|  |                                     |

|  | Bathygadidae                                                                    |
|  |                                                                                 |
|  | \| \| Lyconidae \| \| \| \| \| \| Südliche Seehechte (Macruronidae) \| \| \| \| |
|  |                                                                                 |
|  | Lyconidae                                                                       |
|  |                                                                                 |
|  | Südliche Seehechte (Macruronidae)                                               |
|  |                                                                                 |

|  | Lyconidae                         |
|  |                                   |
|  | Südliche Seehechte (Macruronidae) |
|  |                                   |

|  | Leuchtseehechte (Steindachneriidae) |
|  |                                     |
|  | Grenadierfische (Macrouridae)       |
|  |                                     |

## Gattungen

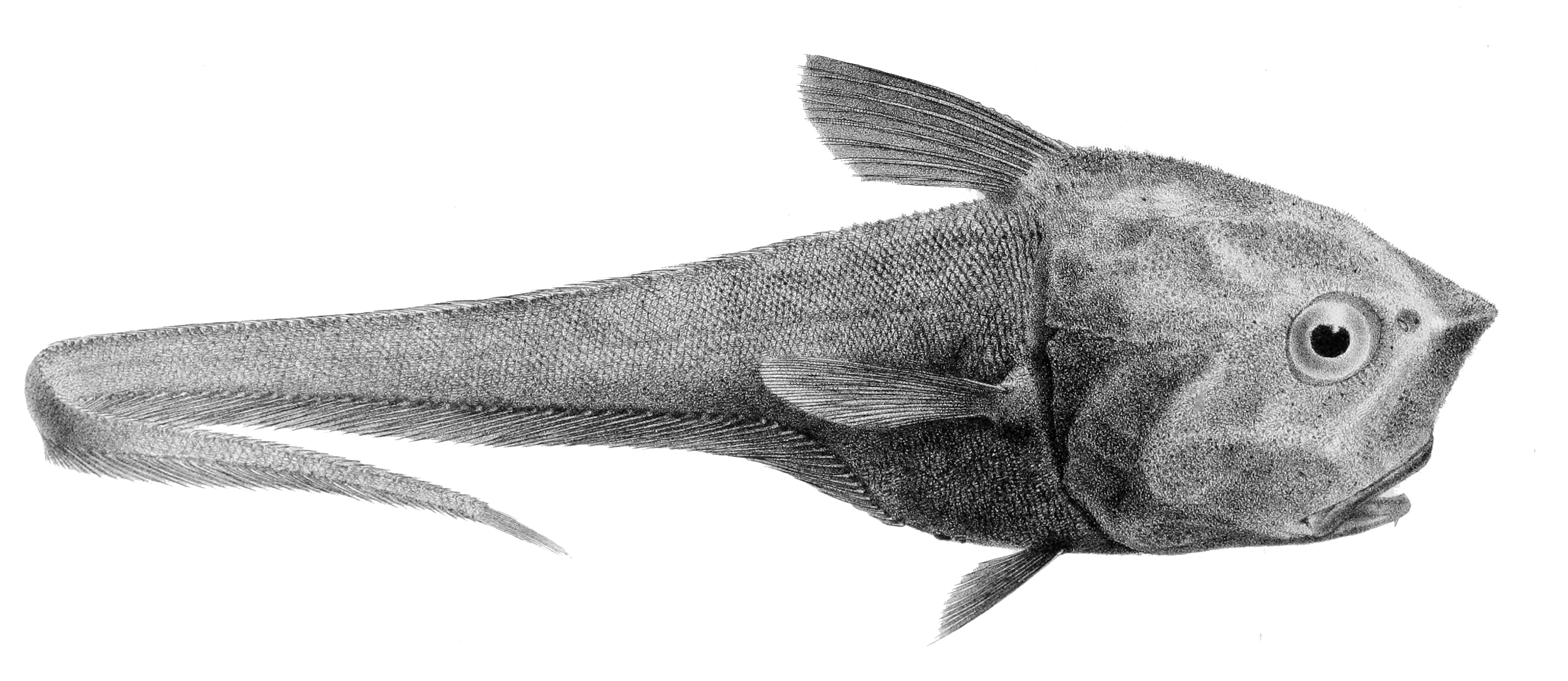
Cetonurus crassiceps

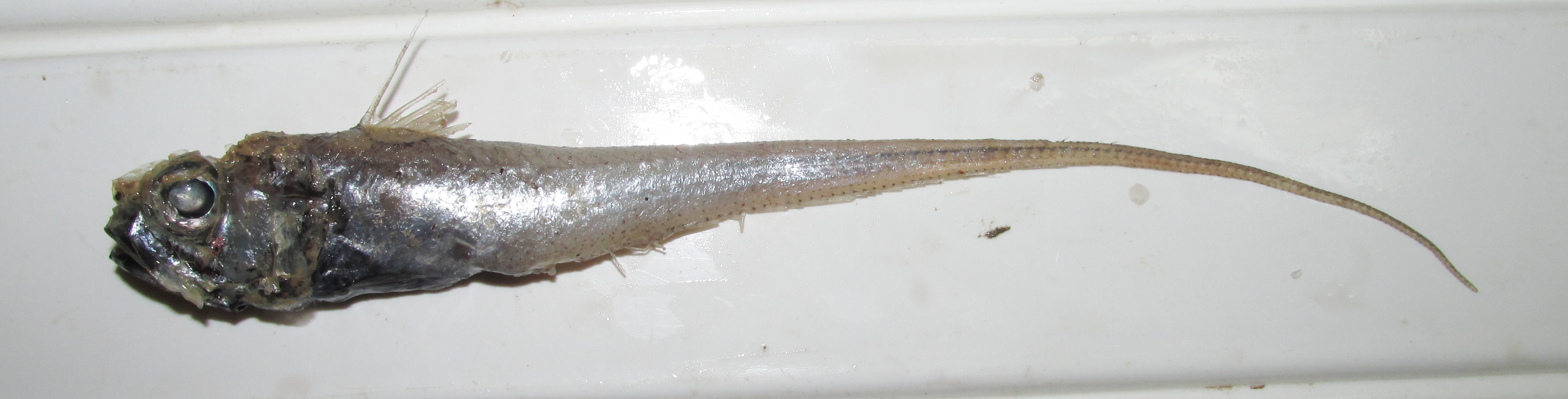
Hymenocephalus italicus

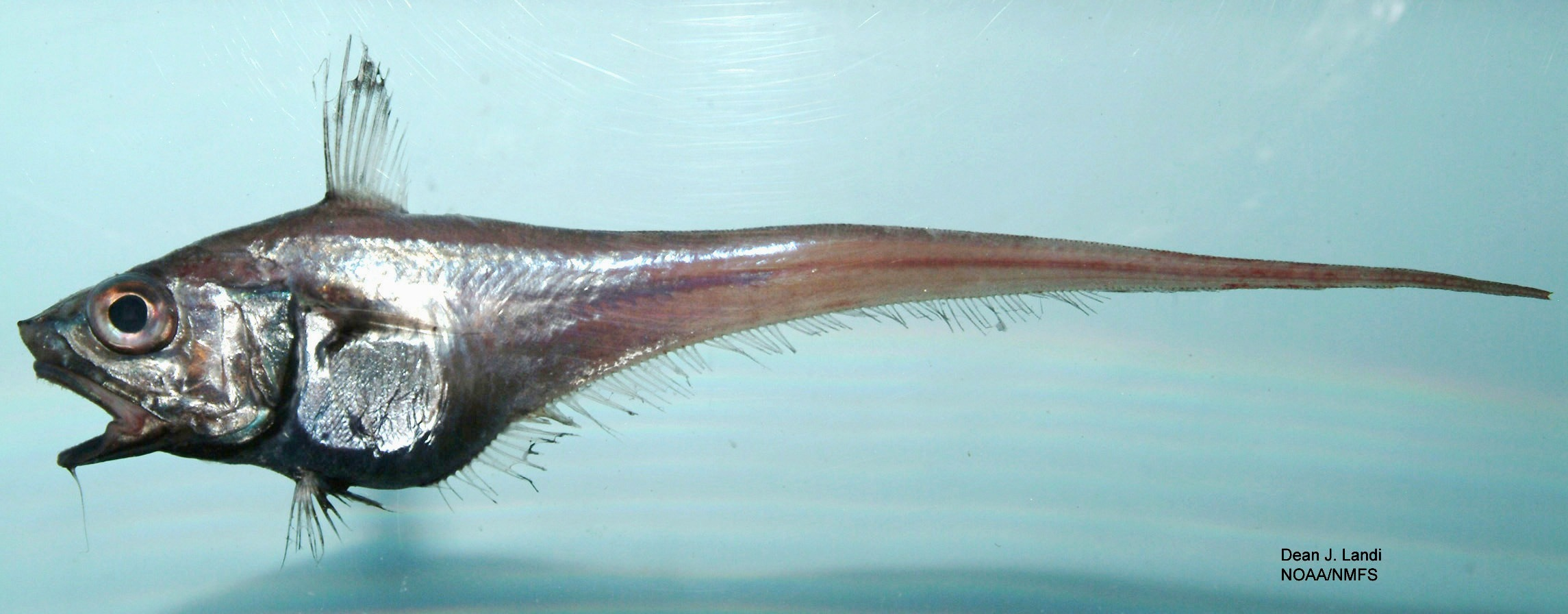
Malacocephalus occidentalis

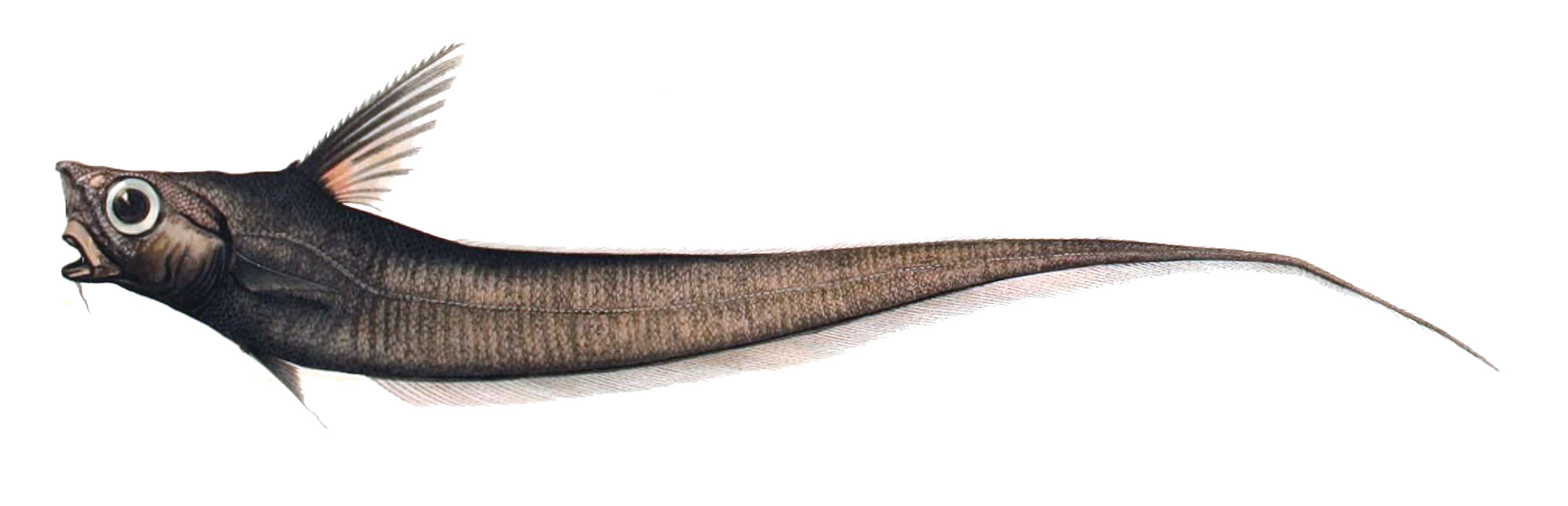
Nezumia sclerorhynchus

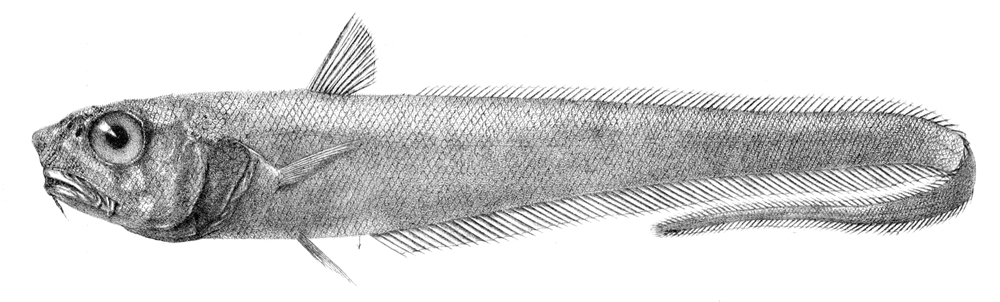
Trachonurus sulcatus

Die Grenadierfische umfassen etwa 30 Gattungen und über 370 Arten. Damit sind sie die artenreichste Familie der Dorschartigen und stellen mehr als die Hälfte der Arten:
- Albatrossia Jordan & Gilbert in Jordan & Evermann, 1898
- Asthenomacrurus Sazonov & Shcherbachev, 1982
- Caelorinchus Giorna, 1809
- Cetonurichthys Sazonov & Shcherbachev, 1982
- Cetonurus Günther, 1887
- Coryphaenoides Gunner, 1765
- Cynomacrurus Dollo, 1909
- Echinomacrurus Roule, 1916
- Haplomacrourus Trunov, 1980
- Hymenocephalus Giglioli in Giglioli & Issel, 1884
- Hymenogadus Gilbert & Hubbs, 1920
- Kumba Marshall, 1973
- Kuronezumia Iwamoto, 1974
- Lepidorhynchus Richardson, 1846
- Lucigadus Gilbert & Hubbs, 1920
- Macrosmia Merrett, Sazonov & Shcherbachev, 1983
- Macrourus Bloch, 1786
- Malacocephalus Günther, 1862
- Mataeocephalus Berg, 1898
- Mesovagus Nakayama & Endo, 2016
- Nezumia Jordan in Jordan & Starks, 1904
- Odontomacrurus Norman, 1939
- Pseudocetonurus Sazonov & Shcherbachev, 1982
- Pseudonezumia Okamura, 1970
- Sphagemacrurus Fowler, 1925
- Trachonurus Günther, 1887
- Ventrifossa Gilbert & Hubbs, 1920

## Nutzung

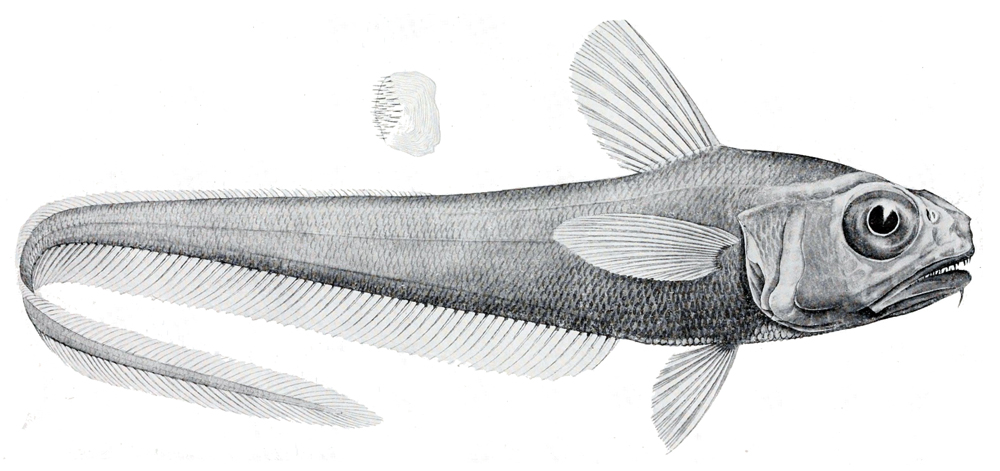
Lepidorhynchus denticulatus

Einige Grenadierfischarten werden intensiv befischt und viele Arten machen beim Fang anderer Fischarten einen großen Teil des Beifangs aus. Sie werden zu Fischmehl oder Fischöl verarbeitet und, vor allem in Russland, auch als Fischfilet verkauft. Viele Grenadierfische gehören zur Hauptbeute kommerziell befischter Fischarten, z. B. der Grenadierfisch Coelorinchus fasciatus für den Kap-Seehecht (Merluccius capensis) und Lepidorhynchus denticulatus für den Hoki (Macruronus novaezelandiae).